# Собуза II
Собуза II (також відомий під ім'ям Нкхотфотджені, сваті Nkhotfotjeni, Мона, 22 липня 1899 — 21 серпня 1982) — верховний вождь, а пізніше — король Свазіленду. Собуза правив 82 роки — це найдовший достовірно відомий термін правління в історії людства (94-річне правління фараона Пепі II ставиться під сумнів). Собуза народився 22 липня 1899 у короля Нгаване V і його дружини (інкхосікаті) Ломави Ндвандве. Нгаване V помер на церемонії інквала, коли Собузі було лише 4 місяці, він був проголошений новим верховним вождем, а регентами при ньому до 1921 року були його бабуся Лаботсібені Мдлулі і дядько Малунге. При Собузі Свазіленд здобув незалежність, в результаті чого Собуза змінив титул на короля країни.

## Дитинство
Король (нгвеньяма) Собуза було народжено в королівській резиденції Зомбодзе 22 липня 1899 і став верховним вождем у віці чотирьох місяців. Перед коронацією у 22 роки Собуза здобув освіту в Національній школі свазі і Лавдейлському інституті (Lovedale) Східно-Капської провінції ПАР.

## Правління
Самостійне правління Собузи тривало понад 60 років і включало визнання незалежності Свазіленду Великою Британією у 1968 році, після чого Собуза став королем країни. На початку правління Собуза займався проблемами межування землі, викликаними британськими законами 1907: він очолив делегацію до короля Георга V в Лондон і передав йому петицію про повернення земель народу свазі. У 1929 році він подав прохання про перегляд межування в Таємну раду Великої Британії, проте йому було відмовлено, зважаючи на те, що Закон про іноземні юрисдикції виводив дії адміністрації протекторату з-під британської судової влади.
Роль Собузи в управлінні в колоніальний період була церемоніальною, проте він був впливовою людиною і розглядався як голова свого народу У 1953 році він відвідав коронацію Єлизавети II.
На початку 1960-х років Собуза відіграв важливу роль у подіях, що призвели до проголошення незалежності країни у 1968 році. Він висловив протест постколоніальній конституції вестмінстерської системи, запропонованої британським урядом, за якою він би став конституційним монархом. Після цього він створив партію «Національний рух Імбокодво», що отримала всі крісла в парламенті країни на виборах 1967
Велика Британія визнала його королем у 1967 році, коли Свазіленду було представлено самоврядування. Після проголошення незалежності 6 вересня 1968 Собуза, апелюючи до традиції прямого управління економікою і суспільством, змінив конституцію, розпустив парламент і став абсолютним монархом 12 квітня 1973. У 1978 році з'явилася нова конституція, що наказувала повернення до племінних традицій, включаючи формування колегії вибірників з 80 чоловік, яких обирають члени 40 місцевих районів. У правління Собузи економіка країни процвітала завдяки багатим ресурсам Свазіленду

## Старість
Собуза відсвяткував діамантовий ювілей у 1981 році, до цього моменту він успішно відновив роль монарха як головного утримувача влади, що приймає всі рішення. На початку 1980-х Собуза спробував встановити контроль над бантустаном Кангване в спробі об'єднати всіх свазі, розділених кордонами, проте йому це не вдалося. Собуза II помер 21 серпня 1982 в палаці у Лобамбі, йому було 83 роки.
Правління Собузи тривало 82 роки і 254 дні, що робить його найдовшим в історії. Єдині два монарха, чиє правління могло тривати довше — давньоєгипетський Пепі II і когурьоський Тхеджохо — проте достовірних даних про тривалість їх перебування на троні немає.

## Родина
Собуза продовжив звичай одружуватися на декількох жінках, у нього було 70 дружин, які народили йому 210 дітей у період з 1920 по 1970 рік. Станом на 2000 рік з них вижило 97. На момент смерті у Собузи було понад тисяча онуків.

## Нагороди
- Гранд-майстер Королівського ордену Короля Собузи II, 1975.
- Лицар Ордену Британської імперії, 1966[13][14][15].
- Кавалер Ордену компаньйонів Олівера Тамбо (посмертно, 2006)[16].